# ゼナ・マーシャル
ゼナ･マーシャル（Zena Marshall、1926年1月1日 -2009年7月10日 ）は、イギリスの女優。ジーナ・マーシャルと表記されることもある。

## 略歴
英領ケニアのナイロビで生まれる。母はフランス出身。父が亡くなり、母がレスターシャーの地主と再婚したので、若き日をそこで過ごす。王立演劇学校で学び、第二次世界大戦中はエンターテイメンツ・ナショナル・サービス・アソシエーション（ENSA）で働く。
1945年公開の『シーザーとクレオパトラ』で、エキストラとして映画初出演（クレジットはされず）。その後、多くの映画に脇役として出演した後、1950年の "Soho Conspiracy" と "Dark Interval" では主演を果たす。
1962年、映画「007シリーズ」第1作目『007 ドクター・ノオ』に、敵側に通じる中国系女性役で出演。（広義の）初代ボンドガールの一人になる。1965年には『素晴らしきヒコーキ野郎』にも出演する。その他、『秘密諜報員ジョン・ドレイク』などのテレビシリーズにもゲスト出演している。
私生活では、ユーゴスラビアのアレクサンダル王子に求愛されたり、アルゼンチンのペロン大統領と夕食を共にしたりしたこともある。1947年にバンド・リーダーのポール・アダムと結婚したが、しばらく後に離婚し、二度目の結婚も短かった。1991年、映画プロデューサーのアイヴァン・フォクスウェルと結婚。2002年に死別。
2009年7月10日逝去
、83歳没。

## 主な出演作品
- 恋の人魚　Miranda （1948）
- 三十六時間　The Lost People （1949）
- 暁の出航　Morning Departure （1950）
- 007 ドクター・ノオ　007 Dr. No （1962）
- 素晴らしきヒコーキ野郎　Those Magnificent Men in Their Flying Machines （1965）

## 注
1. 1 2  “Zena Marshall: actress in Dr No” (英語). Times Online. (2009年7月18日) 2009年7月29日閲覧。
2. ↑  ジョージ・バーナード・ショー原作・脚本、クロード・レインズ、ヴィヴィアン・リー主演。この映画には、後年3代目ジェームズ・ボンドとなる無名時代のロジャー・ムーアも、エキストラ出演している（クレジットはされず）。
3. ↑  マーシャルは白人だが、目を細く見せるなどのメークを施して扮した。
4. ↑  『007 ゴールドフィンガー』のゴールドフィンガー役で有名なゲルト・フレーベや、日本の銀幕スター石原裕次郎など、各国の俳優が出演している大作。
5. ↑  “Ivan Foxwell” (英語). インデペンデント. (2002年2月1日) 2009年7月15日閲覧。
6. ↑  “'Dr No' actress Zena Marshall passed away on Friday, 10th July” (英語).  MI6.co.uk (2009年7月14日). 2009年7月15日閲覧。
7. ↑  Pfeiffer, Lee (2009年7月14日). “ZENA MARSHALL, ORIGINAL JAMES BOND VILLAINESS, HAS DIED AT AGE 83; STARRED IN "DR. NO"” (英語).  Cinema Retro. 2009年7月15日閲覧。